# 김종옥
김종옥(金種沃, 1973년~)은 대한민국의 소설가이다. 2012년에 문화일보 신춘문예에 단편소설 《거리의 마술사》를 통해 등단했으며, 젊은작가상 등을 수상했다.